# Hanja
Hanja (letterlijk schriftteken(s) van de Han) is de Koreaanse benaming voor de Chinese karakters (hanzi). Preciezer verwijst de naam naar de karakters die door de Koreanen zijn overgenomen en in de Koreaanse taal worden gebruikt (met een eigen uitspraak). In tegenstelling tot de Japanse Kanji, waarin veel Hanzi-karakters zijn veranderd en vereenvoudigd, zijn hanja bijna volledig identiek aan de traditionele Chinese karakters en ook de streepvolgorde is bijna altijd gelijk aan de volgorde die wordt toegepast in de Volksrepubliek China. Met hanmun (漢文, 한문) wordt de klassieke Chinese schrijftaal bedoeld.
Hoewel hanja ooit van groot belang was voor het voldoende kunnen begrijpen van Koreaans, worden vandaag de dag  niet alleen woorden van Koreaanse origine maar ook veel Chinese leenwoorden (hanja-eo 한자어, 漢字語) weergegeven door middel van hangul. In Zuid-Korea wordt het gebruik van hanja zo tot een minimum beperkt. In Noord-Korea is het gebruik van hanja sinds 1949 niet meer toegestaan en wordt alleen hangul gebruikt. 

## Koreaanse hanja
Een klein aantal karakters werd door de Koreanen zelf toegevoegd. De meeste hebben betrekking op plaats- en persoonsnamen, maar er is ook een aantal hanja dat betrekking heeft op specifiek Koreaanse voorwerpen of concepten. Voorbeelden hiervan zijn 畓 (논 답, non dap, "rijstveld") en 怾 (Gi, een oude naam voor Geumgangsan).